# Niekarzyn
Niekarzyn (niem. Nickern) – wieś w Polsce położona w województwie lubuskim, w powiecie świebodzińskim, w gminie Skąpe.
Wieś sołecka położona 6 km na południowy wschód od Skąpego. Osada o średniowiecznej metryce, wzmiankowana w 1365 r. jako siedziba parafii. 
W latach 1773–1774 w Niekarzynie wzniesiono kościół ewangelicki w stylu barokowym.
W 1946 miejscowość została włączona do powstałego województwa poznańskiego na terenie powojennej Polski. Miejscowa świątynia została uszkodzona w 1945 r., po wojnie nie została odremontowana i ostatecznie rozebrano ją w latach 60. XX w. W latach 1954–1972 wieś należała i była siedzibą gromady Niekarzyn. W latach 1975–1998 miejscowość administracyjnie należała do województwa zielonogórskiego.

## Zabytki
Do wojewódzkiego rejestru zabytków wpisany jest:
- zespół pałacowy, z końca XVIII wieku, przebudowany w końcu XIX wieku:
  - pałac, z XVII w., zniszczony w czasie wojny siedmioletniej, odbudowany w 1759 r., przebudowany na początku XX w.
  - park krajobrazowy[6]

inne zabytki:
- dwór z końca XVIII w., przebudowany w 1905 r.
  - park
- dwa częściowo zachowane założenia folwarczne: pałacowe i dworskie z połowy XIX w.